# Allianz Parque
L'Allianz Parque, popolarmente noto come Palestra Italia, è uno stadio polivalente di San Paolo in Brasile, terreno di gioco della società calcistica Palmeiras, proprietaria dell'impianto.

## Storia
L'impianto sorge nello stesso punto dove era ubicato il vecchio stadio Palestra Itália. La trasformazione dell'ex stadio Palestra Italia in Allianz Parque è il risultato di un accordo firmato tra il Palmeiras e la società WTorre Properties/Arenas, appartenente al gruppo WTorre che gestirà il sito per 30 anni. L'inaugurazione è avvenuta il 19 novembre 2014 con l'incontro di calcio Palmeiras-Recife.

## Concerti
Il 25 e il 26 novembre 2014 l'impianto ha ospitato un concerto di Paul McCartney.
Il 25 settembre 2015 Katy Perry si è esibita nel corso del suo Prismatic World Tour.
Il 25 ottobre 2015 Ariana Grande si è esibita nello stadio a conclusione del suo Honeymoon Tour.
Il 26 marzo 2016 gli Iron Maiden si sono esibiti nello stadio nel corso del loro tour 2016.
L'11 e il 12 novembre 2016 i Guns N' Roses si sono esibiti nello stadio nel corso del loro reunion tour "Not In This Lifetime".
Il 27 Marzo 2018 i Depeche Mode si sono esibiti nello stadio nel corso del Tour Global Spirit Tour.
Il 29 novembre 2019 Shawn Mendes si è esibito nello stadio nel corso del suo Shawn Mendes: The Tour.
Il 26 agosto 2023 il gruppo coreano ateez ha tenuto la loro prima tappa in uno stadio con il loro tour mondiale The Fellowship: Break the wall. È il secondo gruppo kpop dopo i bts e il primo gruppo kpop della quarta generazione ad esibirsi.